# Свартедал, Йенс Арне
Йенс Арне Свартедал (норв. Jens Arne Svartedal; род. 14 февраля 1976, Сарпсборг) — норвежский лыжник, призёр Олимпийских игр, чемпион мира, победитель этапов Кубка мира. Большинство своих побед одержал в спринте. С 2010 года выступает только в марафонских гонках.

## Карьера
В Кубке мира Свартедал дебютировал в 1997 году, в декабре 2001 года одержал свою первую победу на этапе Кубка мира. Всего имеет на своём счету 16 побед на этапах Кубка мира, 12 в личных соревнованиях и 4 в командных. Лучшим достижением Свартедала в общем итоговом зачёте Кубка мира является 2-е место в сезоне 2005-06, а в сезоне 2006/07 он завоевал малый Кубок мира по зачёту спринта. 
На Олимпиаде-2006 в Турине завоевал серебро в командном спринте, кроме того стал 5-м в эстафете и 44-м в гонке на 15 км классикой.
На Олимпиаде-2010 в Ванкувере занял 23-е место в масс-старте на 50 км.
За свою карьеру принимал участие в трёх чемпионатах мира, завоевал золото в спринте на чемпионате мира 2007 в Саппоро.
Использовал лыжи производства фирмы Atomic, ботинки и крепления Salomon.